# Roque Muñoz

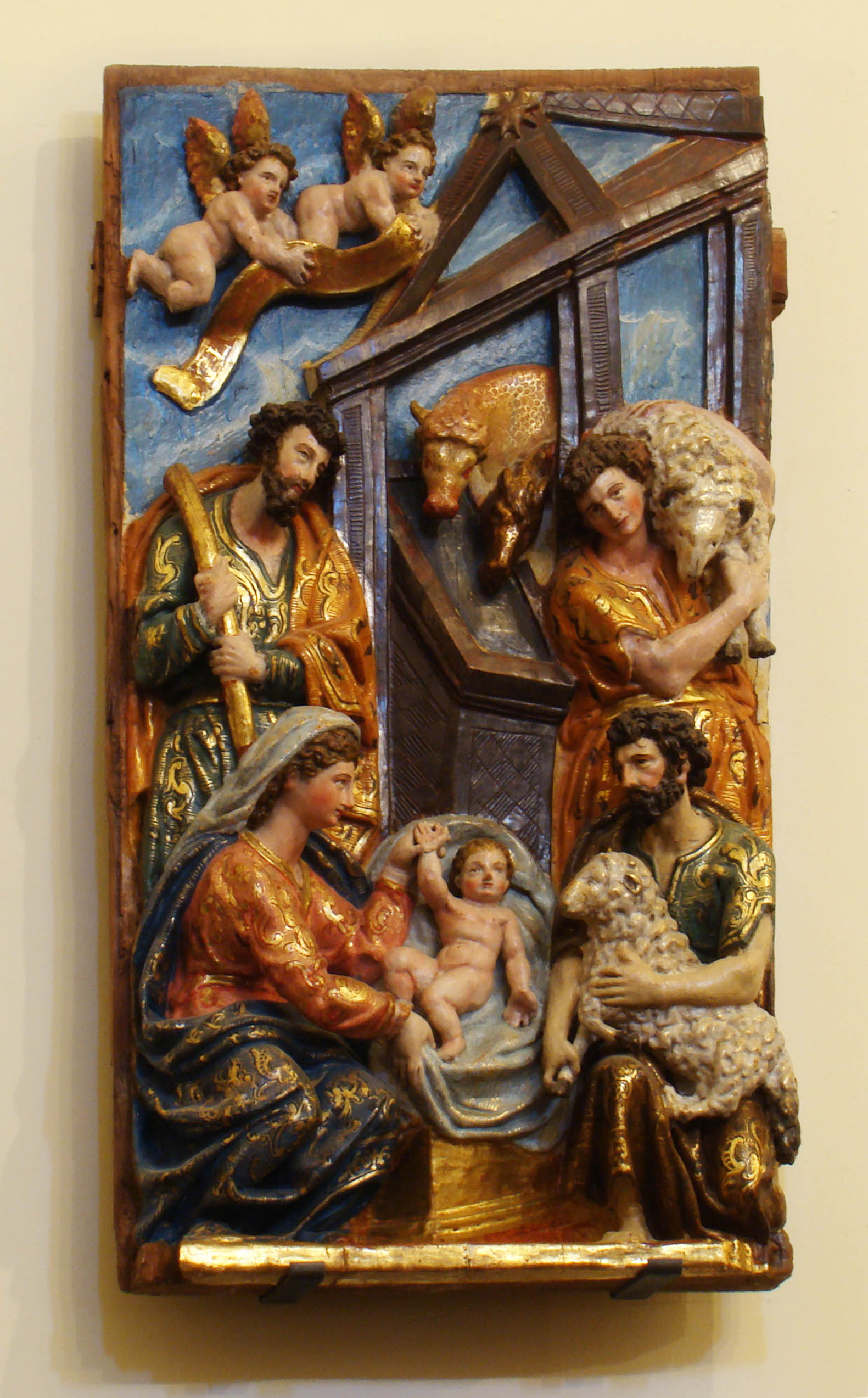
Relieve de la Adoración de los Pastores, obra de Roque Muñoz en la iglesia parroquial de Castrillo de Duero.

Roque Muñoz fue un escultor español del siglo XVI nacido en la villa segoviana de Cuéllar, fue discípulo del escultor riosecano Pedro de Bolduque.
Casado con Ana de Ballelado, su obra se centra principalmente en las provincias de Segovia y Valladolid (aunque alcanza hasta la de León), y aparece junto al círculo de pintores locales de la época (Julián Maldonado y Gabriel de Cárdenas Maldonado) con otros escultores como Pedro Santoyo y Pedro de Bolduque, que ocupan el ciclo artístico de la zona hasta que despuntan los grandes maestros vallisoletanos. 
Junto a Cárdenas Maldonado firma un contrato en el año 1600 para realizar el retablo de la ermita de San Roque de Mozoncillo (Segovia). En el mismo año realizó el retablo mayor de la iglesia de San Miguel de Grajal de Campos (León), de gran mérito artístico.
En el año 1602 aparece trabajando con Pedro Rodríguez y Pedro Santoyo en el retablo mayor de la iglesia de Santa María de Aguilafuente (Segovia); entre 1602 y 1605 realiza el retablo mayor de la iglesia de la Asunción de Castrillo de Duero (Valladolid), y en 1608 realiza dos retablos para la iglesia de San Pedro de Íscar (Valladolid), de los que se conserva una escultura de San Antonio Abad.
Se ha atribuido a su mano un Cristo crucificado de finales del siglo XVI que se custodia a la izquierda del presbiterio de la iglesia de Santo Domingo de Guzmán de Campaspero (Valladolid). También se cree suyo el humilladero de Bahabón (Valladolid). Otras de sus obras se reparten por el propio Cuéllar, Chañe y Cogeces del Monte y Santibáñez de Valcorba.